# Sirdibas
Sirdibas (Nepali सिर्दिबास) ist ein Dorf und ein Village Development Committee (VDC) in Nepal im Distrikt Gorkha.
Das VDC Sirdibas liegt am Budhigandaki unterhalb der Einmündung des Siyar Khola. Im Norden grenzt Sirdibas an die VDCs Prok und Bihi. Sirdibas liegt am Manaslu-Rundweg.

## Einwohner
Bei der Volkszählung 2011 hatte das VDC Sirdibas 2510 Einwohner (davon 1171 männlich) in 572 Haushalten.

## Dörfer und Weiler
Sirdibas besteht aus mehreren Dörfern und Weilern. 
Die wichtigsten sind:
- Bhangsing (2020 m ⊙)
- Ekle Bhatti (2000 m ⊙)
- Jagat (1350 m ⊙)
- Lokpa (2041 m ⊙)
- Nagjet (1490 m ⊙)
- Nyak (2270 m ⊙)
- Philim (1580 m ⊙)
- Sirdibas oder Sirdibas Bazar (1410 m ⊙)